# 鲁西讷 (夏朗德省)
鲁西讷（法語：Roussines，法語發音：[ʁusin]）是法国夏朗德省的一个市镇，属于孔福朗区。

## 地理
鲁西讷（45°43'23"N, 0°37'14"E）面积16.08 平方千米，位于法国新阿基坦大区夏朗德省，该省份为法国西部内陆省份，北起德塞夫勒省和维埃纳省，东临上维埃纳省，东南至多尔多涅省，南至多爾多涅省，西接滨海夏朗德省。
与鲁西讷接壤的市镇（或旧市镇、城区）包括：埃屈拉、勒兰杜瓦、鲁泽德、索瓦尼亚克、比斯罗勒、塔杜瓦尔河畔迈索奈。

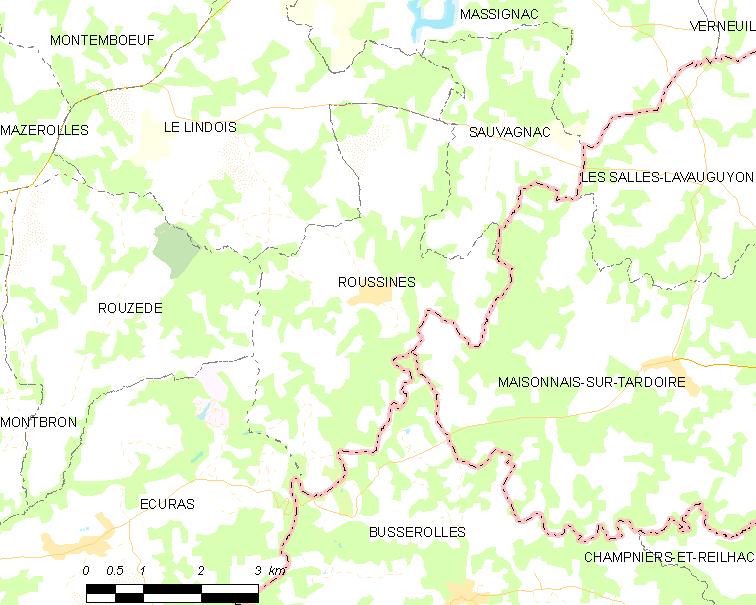
的OSM定位图

鲁西讷的时区为UTC+01:00、UTC+02:00（夏令时）。

## 行政
鲁西讷的邮政编码为16310，INSEE市镇编码为16289。

## 政治
鲁西讷所属的省级选区为夏朗德-博尼约尔县。

## 人口

1962-2008年间人口变化图示

鲁西讷于2022年1月1日时的人口数量为298人。